# Ocypus biharicus
Ocypus biharicus – gatunek chrząszcza z rodziny kusakowatych i podrodziny kusaków.

## Taksonomia
Takson ten opisany został po raz pierwszy w 1926 roku przez Josefa Müllera jako Staphylinus (Goerius) tenebriosus biharicus. Jako miejsce typowe wskazano Masyw Bihorski na zachodzie Rumunii. Do rangi gatunku wyniesiony został w 1933 roku przez Ottona Scheerpeltza, do rodzaju Ocypus przeniósł go w 1958 roku Aleš Smetana, a w podrodzaju Ocypus (Matidus) umieścili go Smetana i Anthony E. Davies w 2000 roku.

## Morfologia
Chrząszcz o wydłużonym ciele długości od 17 do 25 mm, porośniętym krótkim, przylegającym, brunatnoczarnym owłosieniem. Głowa jest czworokątna w zarysie, całkowicie czarna, delikatnie punktowana, matowa. W widoku grzbietowym skronie są znacznie dłuższe od oczu. Czułki są czarne z czarnobrunatnym ostatnim członem. Żuwaczki są stosunkowo krótkie i uzębione. Głaszczki wargowe mają człon ostatni pośrodku najszerszy i tam nieco szerszy niż przedostatni. Przedplecze jest matowoczarne, delikatnie punktowane, bez gładkiej linii pośrodkowej w przedniej części, znacznie węższe od głowy, wyraźnie zwężające się ku tyłowi. Punkty na głowie i przedpleczu są jednakowych wielkości, głębokie i okrągłe, na tym ostatnim rozstawione na odległości znacznie mniejsze od ich średnic. Pokrywy są czarne, o krawędziach bocznych niewiele krótszych niż przedplecze. Odnóża są czarne z czarnobrunatnymi stopami. Przednia ich para ma na goleniach duże, rzucające się w oczy kolce. Odwłok jest matowoczarny. Piąty tergit cechuje się brakiem błoniastej obwódki tylnego brzegu, a szósty nieznacznie rzadszym owłosieniem i punktowaniem niż poprzednie.

## Ekologia i występowanie
Owad górski, bardzo rzadko spotykany, o mezoalpejskim rozmieszczeniu piętrowym.
Gatunek palearktyczny, europejski, znany z Polski, Czech, Słowacji, Austrii, Rumunii i Bułgarii. Subendemit wschodniokarpacki. Zamieszkuje Bieszczady, Masyw Bihorski i Alpy Wschodnie. W tych pierwszych występuje na połoninach, rzadziej zapuszczając się w buczyny. Na „Czerwonej liście gatunków zagrożonych Republiki Czeskiej” umieszczony jest jako gatunek narażony na wymarcie (VU).